# Enfield (Nuevo Hampshire)
Enfield es un pueblo ubicado en el condado de Grafton en el estado estadounidense de Nuevo Hampshire. En el Censo de 2010 tenía una población de 4.582 habitantes y una densidad poblacional de 41,04 personas por km².

## Geografía
Enfield se encuentra ubicado en las coordenadas 43°36′12″N 72°7′7″O / 43.60333, -72.11861. Según la Oficina del Censo de los Estados Unidos, Enfield tiene una superficie total de 111.65 km², de la cual 104.29 km² corresponden a tierra firme y (6.6%) 7.36 km² es agua.

## Demografía
Según el censo de 2010, había 4.582 personas residiendo en Enfield. La densidad de población era de 41,04 hab./km². De los 4.582 habitantes, Enfield estaba compuesto por el 96.84% blancos, el 0.39% eran afroamericanos, el 0.26% eran amerindios, el 0.92% eran asiáticos, el 0% eran isleños del Pacífico, el 0.15% eran de otras razas y el 1.44% pertenecían a dos o más razas. Del total de la población el 1.22% eran hispanos o latinos de cualquier raza.